# Хайнц Хартман
Хайнц Хартман (на немски: Heinz Hartmann) е австрийски психолог и психоаналитик. Смята се за един от основателите и главни представители на его психологията.

## Научна кариера
Започва първата си анализа с Шандор Радо. През 1927 г. публикува „Les fondements de la psychanalyse“, която е последвана от редица изследвания на психозите, неврозите, близнаците и други. Участва също в създаването на наръчник по медицинска психология. Зигмунд Фройд му предлага безплатна анализа, ако остане във Виена, също и позиция в Института „Джон Хопкинс“. Той избира да навлезе в анализата с Фройд и е известен като изгряваща фигура сред аналитиците от неговото поколение.
През 1937 г. във Виенското психоаналитично общество представя психология на Егото, тема, която по-късно разширява, когато пише работата си преведена на френски под заглавието „La psychologie du Moi et le problème de l'adaptation“ („Его психология и проблемът за нейната адаптация“). Тази работа отбелязва развитието на теоретичното движение познато като Его психология. През 1938 напуска Австрия със семейството, за да избяга от нацистите. Минавайки през Париж и после Швейцария, той пристига в Ню Йорк през 1941 г., където бързо става един от най-изтъкнатите мислители на Нюйоркското психоаналитично общество. Той се присъединява към Ернст Крис и Рудолф Льовенщайн, с когото пишат много статии.
През 1945 основава годишник „Психоаналитично изследване на детето“ с Крис и Ана Фройд.
През 50-те става президент на Международната психоаналитична асоциация и след няколко години получава почетната титла на доживотен президент.

Тленните останки на Хартман бяха погребани в гробището на планинската църква от 15-ти век Fex-Crasta във Fextal, която принадлежи към община Sils im Engadin/Segl в швейцарския кантон Граубюнден. Съпругата му Доротея „Дора“, родена Карплус (1902–1974), която също идва от Австрия и е психоаналитик, също намира последното си място за почивка до него. Надгробната плоча носи цитат от романа „Тъй рече Заратустра“ на немския философ Фридрих Ницше, който прекарва няколко лета в близкия Силс през 1880-те: 

„Weh spricht vergeh / Doch alle Lust will Ewigkeit / Will tiefe, tiefe Ewigkeit“

[„Горко казва да си отидеш / Но всяко удоволствие иска вечност / Иска дълбока, дълбока вечност“]

### Критика
- Scharnberg, Vienna Woods Архив на оригинала от 2006-10-10 в Wayback Machine. criticism of Hartmann's scientific integrity by Freud scholar Max Scharnberg.

|  | Тази страница частично или изцяло представлява превод на страницата Heinz Hartmann в Уикипедия на английски. Оригиналният текст, както и този превод, са защитени от Лиценза „Криейтив Комънс – Признание – Споделяне на споделеното“, а за съдържание, създадено преди юни 2009 година – от Лиценза за свободна документация на ГНУ. Прегледайте историята на редакциите на оригиналната страница, както и на преводната страница, за да видите списъка на съавторите. ВАЖНО: Този шаблон се отнася единствено до авторските права върху съдържанието на статията. Добавянето му не отменя изискването да се посочват конкретни източници на твърденията, които да бъдат благонадеждни. |

1. ↑  www.dgkj.de //   Посетен на 25 юли 2024 г.